# Loneliness
Loneliness – dwudziesty pierwszy singel niemieckiego DJ-a i producenta – Tomcrafta, wydany 20 listopada 2002 w Niemczech przez wytwórnię Kosmo Records (wydanie CD i 12"). Utwór pochodzi z drugiego albumu Tomcrafta – MUC (trzeci singel z tej płyty). Na singel w wersji niemieckiej (CD) składają się dwa utwory (w sumie cztery pozycje): Loneliness (w trzech wersjach) i Schwabing 7. Phase (Where Are You Now) – ten ostatni również pochodzi z drugiego albumu. Natomiast na niemiecką wersję winylową (12") składają się dwie wersje utworu tytułowego.
Utwór Loneliness jest jednym z największych przebojów niemieckiego DJ-a, z którego jest on znany szerzej w Polsce. Utwór ten w całej Europie osiągnął ogromny sukces (m.in. miejsce 1. w Wielkiej Brytanii). Świadczy o tym fakt, że singel z tymże utworem został wydany poza Niemcami w wielu krajach europejskich: w Wielkiej Brytanii (2 wydania CD i 3 wydania 12"), w Holandii (dwa wydania CD i jedno wydanie 12"), we Francji (wydanie CD i 12"), w Danii (wydanie CD), we Włoszech (wydanie 12"), w Australii (wydanie CD), w Stanach Zjednoczonych (wydanie 12") i w Hiszpanii (wydanie 12").

## Lista utworów

### Niemcy

#### CD
1. Loneliness (Radio Cut) (3:47)
2. Loneliness (Video Cut) (3:53)
3. Loneliness (Klub Cut) (7:50)
4. Schwabing 7. Phase (Where Are You Now) (4:25)

#### 12"
1. Loneliness (Klub Mix) (7:50)
2. Loneliness (Muc Mix) (5:51)

### Wielka Brytania

#### CD (1)
1. Loneliness (Radio Edit) (2:44)
2. Loneliness (Benny Benassi Remix) (5:59)
3. Loneliness (MUC Remix) (5:53)

Loneliness (2:52) (Video)

#### CD (2)
1. Loneliness (Radio Edit) (2:44)
2. Loneliness (Club Mix) (7:51)
3. Loneliness (Tillmann Uhrmacher Remix) (9:05)
4. Loneliness (Benny Benassi Remix) (6:00)

#### 12" (1)
1. Loneliness (Club Mix)
2. Loneliness (MUC Mix)

#### 12" (2)
1. Loneliness (Tillmann Uhrmacher Remix)
2. Loneliness (Benny Benassi Remix)

#### 12" (3)
1. Loneliness (Club Mix)
2. Loneliness (Benny Benassi Remix)
3. Loneliness (MUC Mix)

### Holandia

#### CD (1)
1. Loneliness (Radio Edit) (3:48)
2. Loneliness (Video Edit) (3:53)

#### CD (2)
1. Loneliness (Radio Edit) (3:48)
2. Loneliness (Video Edit) (3:55)
3. Loneliness (Klub Mix) (7:51)
4. Loneliness (Muc Mix) (5:54)
5. Schwabing 7. Phase (Where Are You Now) (4:25)

#### 12"
1. Loneliness (Klub Mix)
2. Loneliness (Muc Mix)

### Francja

#### CD
1. Loneliness (Radio Cut) (3:47)
2. Loneliness (Video Cut) (3:53)
3. Loneliness (Klub Cut) (7:50)
4. Schwabing 7. Phase (Where Are You Now) (4:25)

#### 12"
1. Loneliness (Video Cut) (3:53)
2. Loneliness (Radio Cut) (3:47)
3. Loneliness (Klub Cut) (7:50)

### Włochy(12")
1. Loneliness (Klub Mix) (7:50)
2. Loneliness (Muc Mix) (5:52)
3. Loneliness (Video Cut) (3:53)

### Stany Zjednoczone(12")
1. Loneliness (Klub Mix)
2. Loneliness (Muc Mix)
3. Loneliness (Radio Mix)

### Hiszpania(12")
1. Loneliness (Club Cut) (7:50)
2. Loneliness (Radio Cut) (3:47)
3. Loneliness (Video Cut) (3:53)

### Dania(CD)
1. Loneliness (Radio Cut) (03:47)
2. Loneliness (Video Cut) (03:53)
3. Loneliness (Klub Cut) (07:50)
4. Schwabing 7. Phase (Where Are You Now) (04:25)

### Australia(CD)
1. Loneliness (Radio Edit) (3:47)
2. Loneliness (Tomcraft Mix) (7:50)
3. Loneliness (Aspect Mix) (6:23)
4. Loneliness (Lost At Sea Mix) (5:51)
5. Loneliness (Muc Mix) (5:51)
6. Loneliness (The Calculators Mix) (7:32)